# Lin Xin
Lin Xin (廩辛), de son nom personnel Zi Xian (子先). Il fut le vingt-quatrième roi de la dynastie Shang. Il fut intronisé à Yin (殷) en -1225. Il régna de -1225 à -1219.